# それいけ!アンパンマン よみがえれ バナナ島
『それいけ！アンパンマン よみがえれ バナナ島』（それいけ！アンパンマン よみがえれ バナナじま）は、やなせたかしによるアニメ及び絵本映画『それいけ!アンパンマン』シリーズ通算第24作。同時上映は『リズムでてあそび アンパンマンとふしぎなパラソル』。

## 概要
アンパンマンの映画24作目。2011年（平成23年）の東日本大震災を反映し「復興」をテーマとしており、南の海に浮かぶバナナ島が舞台。被災者の、震災や復興支援に対する思い、困難に諦めずにみんなと共に乗り越えようとする姿が描かれる。
監督は前作と同様に矢野博之。女優の木村佳乃、お笑いコンビのバナナマンとスカイラブハリケーンがゲスト出演しており、後者は今作が声優初挑戦となる。本作のパンフレットはスペシャル仕様で、本編の絵本を掲載しており、思い出つくりのためのメモリアルページも設けている。また、本作から2024年（令和7年）に公開された最新作まで毎年、男性お笑いコンビがゲスト出演している。
キャッチコピーは「元気がみんなのチカラになるよ！」。
本作では、オープニングで恒例となっていたアンパンマンとばいきんまんのバトルも含め、両者間の戦いが一切描かれていない。ゲストヒロインのバンナは主にばいきんまんと行動し、ばいきんまんがバンナを励ましたり助ける等、劇場版では珍しいスタンスが取られている。また、今作ではアンパンマン達が強制変身される事はなかったが、仲間を庇うために一部のキャラクターが氷漬けにされてしまう。
本作よりアニメーション制作の名義が『東京ムービー』から『TMS/3×CUBE』と変更。映画配給も本作から東京テアトルが単独で担当し、本編・同時上映作品共にエンディングのスタッフロールにも記載されるようになった。
全国135スクリーンで公開され、2012年（平成24年）7月7日、7月8日の公開初日・翌日の2日間で興収7,259万9,900円、動員6万1,707人になり映画観客動員ランキング（興行通信社調べ）で初登場第4位となっている。これは前作比で約150%となり、前売り券のセールスも好調で、東京テアトル配給となった、第11作『勇気の花がひらくとき』以降の映画シリーズ最高のオープニング興収となった。
そして2012年（平成24年）8月12日の時点で、第1作『キラキラ星の涙』、第2作『ばいきんまんの逆襲』に次いで22年ぶりに興行収入が4億円を突破。最終興行収入は約5億1000万円となった。

## あらすじ
おいしいバナナがいつもあふれている南の国、バナナ島。少しわがままだが元気いっぱいの女王・バンナと、スッテンやコロリン達たくさんのバナナマンが住んでいる。
ある日、島の一大イベント“バナナ祭り”に招待されたアンパンマン達。しかし、島は雲に覆われ、寒さのためにバナナが全部枯れてしまっていた。
変わり果てたバナナ島を救おうと、アンパンマン達はバナナ山に向かうが、意地っ張りなバンナは、アンパンマン達に助けてもらうことが面白くない。
しかし、寒さの元凶の手強さに、バナナ島が想像以上に大ピンチだと気づかされたバンナは、アンパンマンに“勇気”と“元気”を与えられ、力を合わせることを決意する…。

## 登場キャラクター（キャスト）
詳細はアンパンマンの登場人物一覧を参照。

### レギュラーキャラクター
アンパンマン
声 - 戸田恵子
バナナが全部枯れてしまったバナナ島をよみがえらせるために大活躍する。崖から転落したバンナを助けた際に「何か自分にできる事をしてあげたい」と彼女に顔を与える。バナナ島のバナナが美味しいのは、バナナを食べる時のみんなの幸せそうな顔から分かるとバンナに教えた。
バンナに「バナナ島に来たのだって初めてじゃないか」と言われていたが、TVスペシャル『みなみの海をすくえ!』等で既にバナナ島を訪れている。
ばいきんまん
声 - 中尾隆聖
今回の主役。美味しいバナナを狙ってバナナ島にやって来たが、ひょんなことからバンナの仲間になり、バナナ山を目指すことに。最初はだだんだんの故障がきっかけでバンナと啀み合っていたが、やりたいことを思うままにすると周りに止められてしまう日常がバンナと似ていることに気付いて仲良くなる。アンパンマンと同様、自分のやり方でバンナを元気づける。後に彼を騙したバンナに謝られそうな所を、「バナナ島のバナナに謝れ」と彼女に言われた事についても含め「謝るのも謝られるのも嫌い」と言って和解した。
ジャムおじさん
声 - 増岡弘
バンナやバナナ大臣達とは既に知り合いの様子。バンナの元気の良さに周囲が困惑する中で、アンパンマンと一緒に感心していた。
バタコさん
声 - 佐久間レイ
本作はアンパンマンの新しい顔を投げた。また、他のキャラクターに継がれる事はなかった。
めいけんチーズ
声 - 山寺宏一
パン工場の外にいた時、バナナ島から落下する手紙に気づき驚いていた。
ドキンちゃん
声 - 鶴ひろみ
バナナ島のバナナが枯れてしまった事を知った時には帰りたがっていたが、バンナからジャイアントバナナの話を聞いてからはばいきんまん達と共にバナナ山を目指す事に。アンパンマン達が先にバナナ山に到着する事を懸念したばいきんまんの作戦によりバンナに変装し、帆船アンパンマン号を運転不能にする。しかし、アンパンマン達だけで先に向かうようジャムおじさんが指示を出したため、不本意ながらもしょくぱんまんにくすぐりをし、隙をついて逃げた為にアンパンマン達を足止めさせた。その後、隠れてゲームをして遊んでいたが、すぐにアンパンマンに連れ戻される。バナナ山の地下にだだんだんが辿り着いた所で正体を明かした。バナナ島が元に戻った後はしょくぱんまんと一緒にバナナを食べていた。
ホラーマン
声 - 肝付兼太
いつも通り､ばいきんまん側についている。だだんだんに振り落される度、体の骨がバラバラになっていた。ばいきんまんに対し悪態をつく場面が多く見られ、彼が何度アンパンマンに敗れても諦めない事をバンナに語った時には「自分で言うと悲しい」と口走ったり、嘘をついたバンナを彼が責めた時には「（人を騙す事は）ばいきんまんがいつもやっている事」と水を差したりしている。
カレーパンマン
声 - 柳沢三千代
バンナの事をあまりよく思っていなかった。バナナダンスの際には、バナナを頭に巻いていた。
しょくぱんまん
声 - 島本須美
バンナに失礼な態度を取ったカレーパンマンを注意する。帆船アンパンマン号が故障してしまった為、バンナに変装したドキンちゃんを乗せてバナナ山へ飛んで行くが、途中で逃げられてしまう。
メロンパンナ
声 - かないみか
バナナ島に雪が降った時にはヘルメットではなく雨合羽を着ていた。「アンパンマンは顔が欠けているといつもの力が出せなくなる」と、バンナに教えた。
クリームパンダ
声 - 長沢美樹
メロンパンナと同様、雨合羽で雪対策をしていた。顔が欠けて力が半減していてもバナナ島を助ける為に一生懸命に闘うアンパンマンをバンナに示す。

### ゲストキャラクター
バンナ
声 - 木村佳乃
性別 - 女
バナナ島の女王。運動神経が抜群。バナナ島のバナナが寒風で枯れて島の人々が不安を抱いても「バナナはまた育つ」と考える等、元気が良くて前向きな性格。しかし、非常にプライドが高く身勝手な性格であり、大臣や村人をしばしば困らせていた。
「バナナ山にジャイアントバナナがある」とばいきんまん達に嘘をつき、山まで同行する。自分が好きな事だけをすると必ず注意される事を快く思っていなく、その気持ちをばいきんまんに共感される。ばいきんまんの話を聞いていた事でアンパンマンを悪者だと思い込んでいたが、バナナを探していた途中でアンパンマンに助けられた事で、その心情に変化が訪れる。美味しいバナナが食べられない事実を、初めは否定していたが次第に理解し、元気が出せなくなる。アンパンマンやばいきんまんに励まされた事を思い出し、元気を取り戻してバナナ島のみんなやアンパンマン達と力を合わせて災害に立ち向かう。
その後はアンパンマン達との交流をきっかけに心を入れ替え、女王としての役目を果たすようになった。
スッテン
声 - 設楽統（バナナマン）
性別 - 男
バナナ島の大臣の一人で、バンナの教育係。体は痩せている。コロリンと一緒にバンナの女王としての成長を見守っている。ジャムおじさんの事を知っていた。
コロリン
声 - 日村勇紀（バナナマン）
性別 - 男
バナナ島の大臣の一人で、バンナの教育係。体は太っている。スッテンと一緒にバンナの女王としての成長を見守っている。ジャムおじさんの事を知っていた。TV版の同名のキャラとは無関係で、容姿、生物や名前の由来も異なる。
バナナマン
声 - スカイラブハリケーン（滝本友樹・桜井宗忠）、宮川美保
性別 - 男
顔がバナナになっているバナナ島の村人達。世界中の人に食べてもらう為の美味しいバナナを育てている。
こおりおに
声 - 鈴木琢磨
性別 - 男
氷で出来た恐ろしい怪物。本作のテーマが「復興」の為、「災害」の象徴として描かれている。バンナに騙されて取り乱したばいきんまんがだだんだんごと暴れた事が原因で、バナナ山の地下から目を覚まして現れ（原作ではバナナ山の洞窟の壁にひびが入って現れた）、冷気を発射しながらバナナ山を下山する。唸る事はあっても言葉を発しない。また、アンパンマン達の言葉を聞き入れない。
TVアニメ版とは別物であり、だだんだんが見上げる程の巨大な体型で目玉は赤くほとんど無表情。体も強化されておりアンパンマン達の攻撃が全く通用せず、トリプルパンチで全身が砕かれてもすぐに復活する。口から青い光線状の吹雪（原作では氷の息）を放って何でも氷漬けにしてしまう。TVアニメでは、ばいきんまんの仲間になって大暴れすることが大半だが、本作ではばいきんまんと手を組むこともなく、彼にも襲い掛かる。
バンナの攻撃で口の中で大量の花火が弾け怯み、その後も氷で出来た2本の剣で襲い掛かるが、カレーパンマンとしょくぱんまんのダブルキックや帆船アンパンマン号のノーズパンチで折られてしまい、元気百倍アンパンマンのアンパンチで粉々に砕け、再生が追いつかぬまま消滅した。そして、眩い光が散ってバナナ島の氷が全て溶け、島は元に戻りバナナがまた育ち始めた。

### その他の登場キャラクター
みみせんせい
声 - 滝沢ロコ
ジャムおじさんやアンパンマン同様、バナナ島の手紙のシステムについて知っていた。
カバオくん
声 - 山寺宏一
バナナ島のバナナが大好きな一人。パン工場の前にバナナロケットが落ちて来た時、バナナ島に巨大な黄金のバナナが実った時に「そんなバナナ（ばかな）!」というダジャレを言っている。
ピョン吉
声 - 原えりこ
ウサ子
声 - 中村ひろみ
ちびぞうくん
声 - 坂本千夏
やなせうさぎ
声 - やなせたかし
前作『すくえ！ココリンと奇跡の星』のラストシーンに引き続き今作の冒頭部分のみセリフがあり、バナナ祭りにも参加した。
クマ太
ネコ美
ブタお
モン吉
コン太
どんぶりまんトリオ
てんどんまん
カツドンマン
かまめしどん
オープニングの登場キャラ
とうだいまん
フランケンロボくん
イルカのベソ
サニー姫
第12作 『人魚姫のなみだ』とおなじデザイン。
うずまきまん
第12作 『人魚姫のなみだ』のデザインではなく、通常通り、二本脚で立っている。
マイマイの子供たち
くじらのクータン
バナナ祭りの出席者
出席者の中には、のちのテレビシリーズで共演した際には、初対面扱いされる例もある。
おむすびまん
こむすびまん
鉄火のマキちゃん
かつぶしまん
忍者のニャンジャ
あかちゃんまん
らーめんてんし
ハンバーガーキッド
ニガウリマン
ドリアン王女
でんでん一座
だいこんやくしゃ
しろかぶくん
みるくぼうや
やかんまん
ナットーマン
うめぼしばあや
うめこちゃん
おくらちゃん
プリンちゃん
エクレアさん
ナキウサギ
ナキウサギの母
ショウ・ロン・ポー三兄弟
ショウ
ロン
ポー
エンディングの登場キャラ
SLマン
キャベツマン
アスパラくん
りんごちゃん
ブロッコリィちゃん
トマトちゃん
シブガキじいさん
はくさいくん
ニンジンさん
ナスコさん
ポテトくん
しろかぶじいさん
ユッキー
アンコラ
コアンコラと同様に、あんこ以外の食品をおいしく食べている。
コアンコラ
アリンコキッド
ゆず姫
ゆずじいや
ほたる王子
ピーター
かびるんるん

## 用語
バナナ島
TVアニメやTVスペシャル『みなみの海をすくえ!』のバナナ島の設定とやや異なるところがある（パン工場からは飛んでいくために一晩はかかる距離はあり、うずまき城の近くではない点。またバンナ女王やスッテン大臣やコロリン大臣が存在している点等）。
バナナ山
地下が氷の世界となっている。バナナロケットが一台飛んできて、ロケットに当たった岩が付近の穴に落ちてしまう。その影響で氷の世界とつながり、寒風が吹き出し始める。

### 乗り物とアイテム
チラシやパッケージではバイキンUFOとドキンUFOが描かれていたが、本編には登場しなかった。
帆船アンパンマン号
バナナ島へ向かう為に使われた。バナナ山の異変を調べる際にも移動手段として用いられたが、バンナに変装したドキンちゃんによって制御不能に陥り、岩山に激突するかと思われたが、間一髪の所でアンパンマンが阻止したため大惨事を免れた。修理を余儀なくされたため、その後はアンパンマン達が飛んで山まで向かう事となった。
バナナロケット
バナナ島からの手紙を届ける為の巨大なバナナ型ロケット。こおりおにへの砲撃にも用いられた。チーズやカバオくん達は「目の前に巨大なバナナが落ちて来た」と驚いていたが、アンパンマンやジャムおじさんらはロケットの存在を既に知っていた。
ジャイアントバナナ
バナナ島に古くから言い伝えられている幻のバナナ。非常に大きく皮は黄金色に輝いている。ジャイアントバナナの木が生えると島はますます栄えるという言い伝えがある。バンナは「バナナ山にしかない」と言っていたが、そこにはない事が判明する。ばいきんまんによって偶然にも発見されたジャイアントバナナは島中の人々に食べられ、アンパンマン達の住む町、西部、ひなた村等の住人にも振る舞われた。

#### バイキンメカ
だだんだん
バナナの皮を踏んで転んだ影響で2度も壊れてしまう。片脚部分にはばいきんまんが秘密のおやつを隠していた（バンナに盗まれてしまった）。その後、ばいきんまんがこおりおにの攻撃からバンナを身を挺して庇おうとしたため氷漬けにされてしまう。最後はバナナダンスを踊ろうとしてまたしてもバナナの皮で転倒してしまうが、窪みが出来た事で偶然ジャイアントバナナの芽を発見する。
もぐりん
だだんだんの変形パターンとして登場。こおりおにが目覚めてしまったため、穴を掘ってバナナ島から脱出しようと試みるが失敗する。

## スタッフ
- 原作 - やなせたかし「よみがえれバナナじま」（フレーベル館刊）
- 製作 - 岡村秀樹
- 企画 - 奥田誠治（日本テレビ）
- プロデューサー - 中谷敏夫、久保雄輔、吉野朋子、岩佐直樹、大島由香
- 脚本 - 金春智子
- 音楽 - いずみたく、近藤浩章
- キャラクターデザイン、作画監督 - 前田実
- 美術監督 - 石垣努、光元博行
- 編集 - 小宅貴史
- 色彩設計 - 原田幸子
- 撮影監督 - 佐々木明美
- 音響監督 - 山田知明
- 音楽監督 - 鈴木清司
- 音響効果 - 糸川幸良
- 演出 - 山内東生雄、島崎奈々子
- 文芸担当 - 飯沢洋子
- 担当プロデューサー - 岩崎和義
- 監督 - 矢野博之
- 原画 - 菖蒲隆彦、星名靖男、川越淳、一川孝久、志村恵美子、阿部純子、山中純子、和田佳純、清水健一、他
- 製作 - アンパンマン製作委員会2012（日本テレビ放送網、バップ、トムス・エンタテインメント、フレーベル館、やなせスタジオ）
- アニメーション制作 - TMS/3×CUBE
- 配給 - 東京テアトル

## 楽曲
オープニング「アンパンマンのマーチ」
エンディング「勇気りんりん」
作詞：やなせたかし、作曲：三木たかし、歌：ドリーミング
テーマ曲「バナナダンス」
作詞：やなせたかし、作曲：いずみたく、編曲：近藤浩章、歌：いずみたくとそのファミリー

## それいけ！アンパンマン リズムでてあそび アンパンマンとふしぎなパラソル
『それいけ！アンパンマン よみがえれ バナナ島』と同時上映の短編アニメ。

### 概要
前作『うたって てあそび!アンパンマンともりのたから』に引き続き、観客が一緒にダンスや手遊びを楽しめる作品。
今作では手遊び歌が始まる際に、右下にアンパンマンの顔、または左下にばいきんまんの顔を表示する事で、観客側に手遊びの開始を予告するシステムを取っている。今作以降歌詞テロップは廃止された。
今作以降の同時上映作品では女性タレントに代わり、本シリーズの主題歌を担当しているドリーミングがゲスト声優に起用されている。

### あらすじ
いつものようにパトロールをしていたアンパンマンは、お腹を空かせて泣いていたシドロ&モドロと出会う。彼女らは、でんでん一座の舞台でダンスを披露する事になっており練習をしていたのだが、なかなか上達せず自信をなくしていた。
そこで、ジャムおじさんとバタコさんの提案により、歌とダンスの名人であるパラソルパラコさんからダンスを教わる事に。一方、パラコさんの事を知ったドキンちゃんも、彼女にダンスを教わろうとばいきんまん、ホラーマンと共に彼女が住むパラソルランドへと向かう。
パラコさん達と一緒にダンスの練習を続けるシドロとモドロ。しかし、いつまで経っても上達しないあまり落ち込んでその場を立ち去ってしまう。

### 登場キャラクター

#### レギュラーキャラクター
アンパンマン
声 - 戸田恵子
シドロ&モドロやパラソルパラコさん達と共にパラソルランドで手遊び歌を披露するが、ばいきんまん達と舞台の奪い合いに発展してしまう。
ばいきんまん
声 - 中尾隆聖
パラソルランドのステージを乗っ取り、勝手に「ハヒフヘばいきんまん」の手遊び歌を始めようとする。その後アンパンマン達と舞台の奪い合いになり、最終的にアンパンマン側のステージに乱入するが、次第に打ち解けて一緒に「ドレミファアンパンマン」を歌った。
ジャムおじさん
声 - 増岡弘
バタコさん
声 - 佐久間レイ
めいけんチーズ
声 - 山寺宏一
ドキンちゃん
声 - 鶴ひろみ
しょくぱんまんとダンスを踊れるようになりたいと、パラコさんのいるパラソルランドへ向かった。珍しくコキンちゃんの涙の被害に遭ってしまう。
しょくぱんまん
声 - 島本須美
カレーパンマン
声 - 柳沢三千代
ダンスの練習で失敗を繰り返すシドロとモドロを見かねて辛口で責めるが、彼女らがカバオくんと「ドレミファアンパンマン」を踊っているのを見て反省する。
メロンパンナ
声 - かないみか
シドロとモドロに誰がダンスを教えるかで喧嘩になったしょくぱんまん、カレーパンマン、クリームパンダを一喝した。
クリームパンダ
声 - 長沢美樹
ホラーマン
声 - 肝付兼太
コキンちゃん
声 - 平野綾
劇場版にはデビュー作『コキンちゃんとあおいなみだ』以来6年ぶりの登場。声優はTVシリーズに準じる。
カバオくん
声 - 山寺宏一
シドロとモドロに一目惚れをし、自信をなくして練習をやめようとした彼女らを励ますといった活躍を見せる。
ウサ子
声 - 中村ひろみ
ちびぞうくん
声 - 坂本千夏
シドロとモドロに惚れ込んでいるカバオくんを見て呆れていた。

#### ゲストキャラクター
シドロ&モドロ
声 - ドリーミング（寺田千代、寺田嘉代）
性別 - 女
でんでん一座の公演を控えダンスの練習をする、双子のカバの女の子。ピンク色の服とリボンの子がシドロで、黄色い服とリボンの子がモドロ。いつもしどろもどろで、歌とダンスが上手にできなかったが、パラソルパラコさんに教えてもらってから上手くなり、パラソルをもらった。
シドロ役を嘉代、モドロ役を千代が担当しているが、キャストクレジットは2人一括して「ドリーミング」名義となっている。
本作以降の同時上映作品には毎回登場している。
パラソルパラコさん
声 - 宮川美保
性別 - 女
パラソルランドのダンサーの女性で歌とダンスの名人。シドロ&モドロ達にダンスを教える。心と体が軽くなるパラソルで空を飛ぶ事ができる。語尾に「パラ」を付けて話す。

#### その他のキャラクター
パラソルこぞう
声 - 藤井恒久（日本テレビアナウンサー）
かびるんるん
やみるんるん
ストローこうもり
かさおばけ
でんでん一座
エンディングのみに登場。
だいこんやくしゃ
だいこん座長
ゆでたまごちゃん
しろかぶくん
さつまあげどん
ちくわん
こんぶくん
こんにゃくん
つみれくん

### 用語
パラソルランド
パラソルパラコさんやパラソルこぞう達が住んでいる。湖の真ん中にパラソルを逆さにしたような形をした城が聳え立っている。周辺にはパラソルを象った雲が浮かんでいる。

#### 乗り物
熱気球アンパンマン号
しょくぱんまん熱気球
カレーパンマン熱気球
ブルー・ティアーズ号

### スタッフ
- 原作 - やなせたかし (『アンパンマンとシドロアンドモドロ』、フレーベル館刊)
- 製作 - 岡村秀樹、大島満
- プロデューサー - 吉野朋子、久保雄輔、中谷和夫、岩佐直樹、大島由香
- 脚本 - 米村正二
- 音楽 - いずみたく、近藤浩章
- キャラクターデザイン - 前田実
- 作画監督・原画 - 赤城由高
- 美術監督 - 小山田有希
- 色彩設計 - 平山礼子
- 撮影監督 - 白尾仁志
- 編集 - 小宅貴史
- 音響監督 - 山田知明
- 音楽監督 - 鈴木清司
- 音響効果 - 糸川幸良
- 文芸担当 - 飯沢洋子
- 担当プロデューサー - 岩崎和義
- 振り付け - 荒巻シャケ光弘
- 監督 - 篠原俊哉
- 製作 - バップ

### 楽曲
テーマ曲「ドレミファアンパンマン」
作詞：やなせたかし、作曲：TSUKASA、編曲：TSUKASA&陶山準、歌：ドリーミング
歌詞の一部が変更されたものも登場する。
エンディング「シドロ・アンド・モドロ」
作詞：やなせたかし、作曲：いずみたく、編曲：吉田さとる、歌：ドリーミング
本作では「おわり」「おしまい」等のエンドテロップは無く、スタッフロールの最後で製作会社の下にコピーライトが表示されて終了する。
また、『怪傑ナガネギマンとドレミ姫』のようにスタッフクレジットの役職名から各1文字のみ色が付いている。以降の同時上映作品でも同様となっている。
挿入歌
「ハヒフヘばいきんまん」
作詞：やなせたかし&米村正二、作曲：近藤浩章、編曲：近藤浩章&佐藤由理、歌：中尾隆聖、鶴ひろみ、平野綾
「ドレミファアンパンマン」のアレンジ。歌詞の一部が変更されたものも登場する。
「ジグザグ」
作詞：やなせたかし、作曲：いずみたく、編曲：後藤郁夫、歌：イッツフォーリーズ
「むすんでひらいて」
「パラコさんのパラパララップ」
作詞：やなせたかし、作曲・編曲：近藤浩章、歌：宮川美保